# Tibouchina huberi
Tibouchina huberi är en tvåhjärtbladig växtart som beskrevs av John Julius Wurdack. Tibouchina huberi ingår i släktet Tibouchina och familjen Melastomataceae. Inga underarter finns listade i Catalogue of Life.